# Пецка Бара
Пецка Бара је археолошки локалитет праисторијског насеља, античког утврђења и средњовековне цркве смештених на ширем подручју Мироча.
Праисторијско насеље налазило се на самој обали Дунава у подножју планине Мироч, 200m узводно од старог пристаништа. Истраживачи сведоче да је било утврђено земљаним бедемом. У оквиру праисторијског утврђења откривене су три пећи, керамички налази и једна бронзана омега игла. Насеље се датује у период Ha C, односно у злотску групу. 
Претпоставља се да је у непосредној близини старог пристаништа постојао мањи фортификациони објекат (стражара) из 3. и 4. века. На овом локалитету откривени су остаци античке керамике, више фибула и римски новац.
На локалитету Мала Пољана, непосредно уз обалу Дунава, откривена је мања једнобродна црква, фрескописане унутрашњости. На основу делова ликова и облика слова сачуваних на фрагментима фресака претпоставља се да је живопис настао крајем 14. и почетком 15. века, како се опредељује и време изградње цркве.